# Puerto Esperanza (Ucayali)
Puerto Esperanza (oder Esperanza) ist die Hauptstadt der Provinz Purús in der Region Ucayali in Ost-Peru. Die Kleinstadt ist Verwaltungssitz des Distrikts Purús, der deckungsgleich mit der Provinz ist. Beim Zensus 2017 wurden 1229 Einwohner gezählt, 10 Jahre zuvor lag die Einwohnerzahl bei 1251.

## Geographische Lage
Die Stadt Puerto Esperanza liegt auf einer Höhe von 221 m im Amazonastiefland Perus am rechten Flussufer des Río Purús. Die Stadt liegt etwa 750 km ostnordöstlich der Landeshauptstadt Lima, etwa 10 km von der brasilianischen Grenze entfernt. In Puerto Esperanza befindet sich der Flugplatz Aeródromo de Puerto Esperanza (ICAO-Code: SPEP). In der Nähe befindet sich der Nationalpark Alto Purús.

## Bevölkerung
Die Bevölkerung der Region besteht zu 80 % aus Indigenen sowie aus meist armen Siedlern aus anderen Regionen Perus.

## Lebensbedingungen
Puerto Esperanza ist nicht an das Straßennetz angebunden. Von Peru aus ist die Stadt ausschließlich per Flugzeug zu erreichen; auch über die im Amazonasgebiet als Verkehrsweg wichtigen Flüsse ist nur das nördlich angrenzende Brasilien erreichbar, nicht aber andere peruanische Städte, da der Río Purús und seine Nebenflüsse aus unbesiedeltem Gebiet südwestlich der Stadt stammen. Außerdem wird vor Ort beklagt, dass es nur wenige Stunden am Tag Strom gebe und keine Internetverbindung. Die Abgeschiedenheit schlägt sich in hohen Preisen für nicht vor Ort produzierte Lebensmittel und Gebrauchsgüter nieder. Die schlechte Gesundheitsversorgung führt zu einer weiten Verbreitung von Krankheiten wie Parasitenbefall.

## Konflikt um eine mögliche Straßenanbindung
Um die Verkehrsanbindung zu verbessern fordert ein Teil der Bevölkerung einen Straßenbau nach Iñapari, genannt multimodal. Dieser würde aber unweigerlich durch den Nationalpark Alto Purús führen und damit ein Einfallstor auch für illegale Aktivitäten in diesem sein. Der Nationalpark beinhaltet eins der Gebiete mit der größten Biodiversität und außerdem isolierte Völker, die vor Krankheiten und anderem Einfluss von außen geschützt werden sollen. Einige Einwohner begannen 2013 mit Macheten eine Schneise in den Wald zu schlagen, wurden jedoch nach 22 km gestoppt.
Während sich nach Angaben der Gesellschaft für bedrohte Völker die indigene Bevölkerung zu großen Teilen gegen den Bau der Straße ausspricht, machen sich die colonos – zugezogene Siedler – und der örtliche Priester für den Bau der Straße stark.